# Jevgenij Leonov
Jevgenij Pavlovič Leonov (rusky Евгений Павлович Леонов; 2. září 1926, Moskva – 29. ledna 1994, Moskva) byl sovětský a ruský herec. Proslavil se zejména v komediích jako Podařená kvítka (Джентльмены удачи), Mimino (Мимино) či Pruhovaná plavba (Полосатый рейс). Často propůjčoval hlas pro animované snímky, mj. i pro ruskou verzi Medvídka Pú (Vinni Puch; Винни-Пух, 1969). Objevil se i v československo-sovětském filmu Cirkus v cirkuse, v roli ředitele Ivanova. Od mládí působil v Moskevském uměleckém akademickém divadle (MCHAT). V roce 1978 byl jmenován Národním umělcem SSSR.